# Chalcides bedriagai
Chalcides bedriagai Eduardo Boscá, 1880 è un sauro della famiglia Scincidae.

## Etimologia
Questa specie è stata così denominata in onore di Jacques von Bedriaga.

## Distribuzione e habitat
Questa specie è endemica della penisola iberica. La si incontra in Portogallo, Spagna e a Gibilterra.

## Tassonomia
Sono note le seguenti sottospecie:
- Chalcides bedriagai bedriagai (Boscá, 1880)
- Chalcides bedriagai cobosi Valverde, 1997
- Chalcides bedriagai pistaciae Valverde, 1966

## Conservazione
La Lista rossa IUCN classifica Chalcides bedriagai come specie prossima alla minaccia di estinzione (Near Threatened).